# Identité sexuelle
Ne doit pas être confondu avec Identité de genre.
L'identité sexuelle est la manière dont une personne perçoit et définit son orientation sexuelle,. 
L'identité sexuelle est étroitement liée à l'orientation sexuelle et au comportement sexuel. Toutefois, la manière dont une personne définit son orientation sexuelle peut ne pas correspondre à l'attirance sexuelle qu'elle ressent, ni à sa sexualité effective. Par exemple, une personne peut se définir comme hétérosexuelle, être attirée principalement par des hommes et parfois par des femmes, et ne pas avoir de relations sexuelles.

## Définitions et identité

### Liens avec d'autres concepts
En français, le terme identité sexuelle est parfois utilisé comme synonyme d'identité de genre,. Certaines publications de psychologie font également la distinction entre identité de genre, identité sexuelle et identité sexuée,.

### Définitions
L'identité sexuelle a été décrite comme une composante de l'identité d'un individu qui reflète leur auto-concept sexuel. L'intégration des composantes de l'identité (par exemple, la morale, la religion, l'ethnie, la profession) dans une identité globale plus grande est essentielle au processus de développement de la construction multidimensionnelle de l'identité.
L'identité sexuelle peut changer tout au long de la vie d'un individu et peut, ou non, s'aligner avec le sexe assigné à la naissance, le comportement sexuel, ou l'orientation sexuelle réelle,,. Par exemple, les personnes gay, lesbiennes et bisexuelles peuvent ne pas ouvertement s'identifier dans un cadre homophobe/hétérosexiste, ou dans des régions où les droits LGBT sont peu nombreux. Dans une étude de 1990 réalisée par l'Organisation sociale de la sexualité, seulement 16 % des femmes et 36 % des hommes ayant rapporté un certain niveau d'attraction homosexuelle ont une identité homosexuelle ou bisexuelle.
L'identité sexuelle est plus étroitement liée au comportement sexuel que l'orientation sexuelle. La même étude a trouvé que 96 % des femmes et 87 % des hommes, ayant une identité homosexuelle ou bisexuelle ont eu des activités sexuelles avec quelqu'un du même sexe, contrairement à 32 % des femmes et 43 % des hommes qui ont eu des attirances pour le même sexe. Après avoir examiné les résultats, l'organisation a commenté : « Le développement de l'auto-identification comme homosexuel ou gay est un état psychologique et socialement complexe, quelque chose qui, dans cette société, n'est réalisé qu'au fil du temps, souvent avec une lutte personnelle considérable et des doutes de soi, sans parler du malaise social ».

### Diversification et augmentation des catégories
La linguiste Noémie Marignier note une augmentation du nombre de catégories de l'identité sexuelles, au-delà du sigle LGBT (lesbiennes, gays, bi, trans), en particulier au sein des milieux militants et sur internet.
Pour les personnes ne se reconnaissant pas dans la binarité de genre, l'identité sexuelle est liée à l'identité de genre, puisqu'il leur est difficile d'utiliser les catégories hétéro ou homo.

### Sexualité non étiquetée
La sexualité non étiquetée se produit quand un individu choisit de ne pas étiqueter son identité sexuelle. Cette identification pourrait résulter de l'incertitude quant à sa sexualité ou de sa réticence à se conformer à une sexualité car il n'aime pas nécessairement les étiquettes ou souhaite se sentir libre dans ses attirances, plutôt que se déclarer attiré par le même sexe ou genre, par l'autre, par les deux, ou pansexuel. L'identification non étiquetée pourrait également être due à la « réticence à accepter [son] statut de minorité sexuelle ». Étant donné qu'être non étiqueté relève d'une décision délibérée de ne pas avoir d'identité sexuelle, c'est à distinguer de la bisexualité ou de toute autre identité sexuelle. Les personnes qui ne sont pas étiquetées sont plus susceptibles de percevoir la sexualité comme moins stable et plus changeante, et tendent à se concentrer davantage sur « la personne, non le genre ».
Il a été rapporté que certaines femmes qui s'étaient identifiées comme non étiquetées, l'ont fait parce qu'elles étaient incapables ou incertaines des types de relations qu'elles auraient à l'avenir. En tant que telle, cette divergence, par rapport aux étiquettes sexuelles, pourrait permettre à une personne de réaliser plus pleinement sa « vraie » sexualité, parce qu'elle la libèrerait de la pression d'aimer et d'être attiré par ce que son identification sexuelle lui dicterait d'aimer[réf. nécessaire].

## Développement

### Général
La plupart des recherches sur le développement de l'identité de l'orientation sexuelle se concentre sur le développement des personnes qui sont attirées par le même sexe. De nombreuses personnes qui se sentent attirées par des individus de leur sexe font leur coming out à un moment donné de leur vie. Le coming out se déroule en trois phases. La première phase est la phase de « connaissance de soi-même », et la prise de conscience de l'attirance sexuelle et émotionnelle pour des personnes de son propre sexe. Il est souvent décrit comme un coming out interne et peut se produire dans l'enfance ou à la puberté, mais parfois plus tard vers l'âge de 40 ans ou plus. La seconde phase implique une décision de faire son coming out aux autres, par exemple à la famille, aux amis, et/ou aux collègues, tandis que la troisième phase implique le fait de vivre ouvertement en tant que personne LGBT. Aux États-Unis à notre époque, les personnes font souvent leur coming out pendant leurs années d'études secondaires ou d'université. À cet âge, elles peuvent ne pas avoir confiance ou demander de l'aide, surtout lorsque leur orientation n'est pas acceptée dans la société. Parfois, elles n'informent pas leurs propres familles.
Selon Rosario, Schrimshaw, Hunter, Braun (2006), « le développement de l'identité sexuelle lesbienne, gay, ou bisexuelle (LGB) est un processus complexe et souvent difficile. Contrairement aux membres d'autres groupes minoritaires (par exemple, les minorités ethniques), la plupart des individus LGB ne sont pas élevés dans une communauté où ils apprennent leur identité, ce qui viendrait renforcer et soutenir cette identité. » et « Les individus LGBT sont plutôt souvent élevés dans des communautés ignorantes ou ouvertement hostiles à l'homosexualité ».
Certaines personnes ayant des attirances sexuelles indésirables peuvent choisir de se réclamer d'une identité de minorité sexuelle, ce qui crée une identité d'orientation sexuelle différente de leur orientation sexuelle réelle. L'identité d'orientation sexuelle, et non l'orientation sexuelle, peut changer par la psychothérapie, les groupes de soutien et les événements de vie. Une personne qui a des sentiments homosexuels peut s'auto-identifier de différentes façons. Une personne peut accepter une identité LGB, développer une identité hétérosexuelle, rejeter une identité LGB tout en choisissant de s'identifier ex-gay, ou s'abstenir de préciser une identité sexuelle. Dans un article du Wall Street Journal réconciliant la foi et l'homosexualité, la chercheuse Judith Glassgold, qui a présidé le groupe de travail, a déclaré : « Nous n'essayons pas d'encourager les gens à devenir ex-gay » et « il y a eu peu de recherches sur les effets à long terme du rejet d'une identité gay, mais il n'y a pas de preuve claire de préjudice, et certaines personnes semblent être satisfaites de cette voie ».

### Modèles du développement de l'identité sexuelle
Plusieurs modèles ont été créés pour décrire le coming out comme un processus de développement de l'identité gay et lesbienne (par exemple Dank, 1971 ; Cass, 1984 ; Coleman, 1989 ; Troiden, 1989). Ces modèles historiques ont pris une position selon laquelle la formation de l'identité sexuelle est seulement un processus de minorité sexuelle. Cependant, toutes les personnes LGBT ne suivent pas un tel modèle. Par exemple, certains jeunes LGBT prennent conscience et acceptent leurs désirs pour les personnes de même sexe, ou leur identité de genre à la puberté, d'une manière similaire aux adolescents hétérosexuels qui prennent conscience de leur sexualité, c'est-à-dire sans aucune notion de différence, de stigmatisation ou de honte par rapport au genre des personnes envers qui ils sont attirés. Des modèles plus contemporains considèrent qu'il s'agit d'un processus plus universel. Les modèles actuels du développement de l'identité sexuelle tentent d'intégrer d'autres modèles de développement de l'identité, tels que les statuts de l'identité du moi de Marcia.
Le modèle d'identité de Cass, créé par Vivienne Cass, décrit six étapes distinctes par lesquelles passent les individus qui réussissent leur coming out :
1. confusion d'identité,
2. comparaison d'identité,
3. tolérance d'identité,
4. acceptation d'identité,
5. fierté d'identité et
6. synthèse d'identité[23].

Le modèle d'identité gay et lesbien de Fassinger contient quatre étapes au niveau individuel et collectif :
1. conscience,
2. exploration,
3. approfondissement/engagement, et
4. internalisation/synthèse[24].

Certains modèles de développement de l'identité sexuelle n'utilisent pas d'étapes distinctes et ordonnées, mais plutôt conceptualisent le développement de l'identité comme des processus d'identité indépendants. Par exemple, le modèle D'Augelli décrit six processus d'identité indépendants et non ordonnés :
1. sortie de l'identité hétérosexuelle,
2. élaboration d'un statut personnel d'identité LGB,
3. développement d'une identité sociale LGB,
4. devenir une descendance LGB,
5. développement d'un statut d'intimité LGB, et
6. entrée dans une communauté LGB[25].

Le modèle unifiant du développement de l'identité sexuelle est actuellement le seul modèle qui intègre le développement de l'identité hétérosexuelle imposée, l'exploration active, la diffusion, l'approfondissement et l'engagement pour la situation et la synthèse.
Les modèles contemporains conceptualisent la formation de l'identité sexuelle comme un processus universel, plutôt que comme une minorité sexuelle, en ce sens que ce ne sont pas seulement les minorités sexuelles qui subissent un développement de l'identité sexuelle, mais aussi les populations hétérosexuelles. Des recherches plus récentes ont soutenu ces théories, en ayant démontré que les populations hétérosexuelles affichent toutes les conditions de Marcia dans le domaine de l'identité sexuelle.